# Isolda Hurtado
Isolda Hurtado (Granada, Nicaragua, 1956) es una escritora, poeta, socióloga y traductora nicaragüense posmodernista de la generación literaria del 90.

## Biografía
Isolda Hurtado nació en la ciudad de Granada, Nicaragua en 1956.  En Nicaragua se ha desempeñado como Consultora en Desarrollo Social y Cultura, es la presidenta Ejecutiva y cofundadora de la Asociación Nicaragüense de Escritoras (ANIDE). Se ha desempeñado como Directora del Festival Internacional de Poesía de Granada, Directora pro tempore de la Federación Centroamericana de Escritoras, es miembro de la Asociación de Escritoras y Escritores de Centroamérica, del Centro Nicaragüense de Escritores y Pen Internacional.  
Su poesía ha sido traducida al inglés y francés. 

### Estudios realizados
Se graduó Filosofía  y Sociología (Universidad de Nueva Orleans), Fotografía, Teatro y Lengua y postgrado en Cooperación para el Desarrollo-Flacso  (Universidad de Loyola).

## Influencia y estilo
Su poesía presenta liberación estética. Innova en el lenguaje, emoción y ritmo, versos líricos, poemas en prosa, consonancia con el tiempo. Isolda a pesar de haberse iniciado en la poesía en la década de 1990, no se involucró en la Revolución Popular, como es el caso de Rosario Murillo y Gioconda Belli. "la poesía de Isolda Hurtado no se 
limita a los significados sino que expande las palabras por acudir a otras cualidades" (Rick Mc Callister).

## Obras publicadas
- Silencio de Alas (Managua: 1999)
- Florece el naranjo (Managua: 2002)
- Diagnóstico del arte Contemporáneo en Nicaragua –Ensayo (Managua: 2002)
- Poemas (San José, C.R. 2004)
- Brisa y júbilo ganó su publicación en la Convocatoria Editorial 2007 del Centro Nicaragüense de Escritores.